# 山中幸徳
山中 幸徳（やまなか こうとく、生年不詳 - 1897年）は、日本の英学者、教育者。第三高等学校（現・京都大学）教授、同志社英学校（現・同志社大学）教授、大阪・英和学舎（現・立教大学）教授。

## 人物・経歴
肥前国唐津藩士、山中俊介の長男として生まれる。幼名は小太郎。
唐津小笠原家の世嗣である小笠原長行から学資支援を受けて、米国に留学し、オレゴン州のオーベル大学に入学すると、勉学につとめて卒業し、文学士・神学士の学位を取得。
日本に帰国すると、第三高等学校（現・京都大学）や同志社英学校（現・同志社大学）の教授を歴任し、高等官五等に任ぜられる。
そのほか、大阪・英和学舎（現・立教大学）の教授も務めた。英和学舎では、校長のテオドシウス・ティングを始め、アーサー・モリス、ヘンリー・ラニングら有力な宣教師が授業を受け持ったほか、洋行帰りの山中幸徳に加え、当時英文学者として名声を得ていた清水泰次郎（後の同志社英学校教授、第五高等学校教授）、後に立教中学校初代校長となる左乙女豊秋らを擁し、英語では断然他校を圧倒した。
1897年（明治30年）京都において病死し、左京区にある若王子山キリスト教共同墓地に葬られた。